# Первомайський (Бистроістоцький район)
Первома́йський (рос. Первомайский) — селище у складі Бистроістоцького району Алтайського краю, Росія. Входить до складу Хліборобної сільської ради.
Стара назва — отділення Первомайське совхоза Хліборобний.

## Населення
Населення — 40 осіб (2010; 70 у 2002).
Національний склад (станом на 2002 рік):
- росіяни — 93 %